# Bernard Katz
Bernard Katz (Leipzig, 26 de março de 1911 — Londres, 20 de abril de 2003) foi um biofísico britânico nascido na Alemanha.
Foi agraciado com o Nobel de Fisiologia ou Medicina de 1970, por realizar estudos fundamentais sobre os mecanismos de transmissões de impulsos nervosos.

## Pesquisa
Sua pesquisa descobriu propriedades fundamentais das sinapses, as junções através das quais as células nervosas sinalizam umas para as outras e para outros tipos de células. Na década de 1950, ele estava estudando a bioquímica e a ação da acetilcolina, uma molécula sinalizadora encontrada nas sinapses que ligam os neurônios motores aos músculos, usada para estimular a contração. Katz ganhou o Nobel por sua descoberta com Paul Fatt de que a liberação de neurotransmissores nas sinapses é "quantal", o que significa que em qualquer sinapse particular, a quantidade de neurotransmissor liberado nunca é inferior a uma certa quantidade, e se mais é sempre um número inteiro vezes esta quantidade. Os cientistas agora entendem que esta circunstância surge porque, antes de sua liberação na sináptica gap, as moléculas transmissoras residem em pacotes subcelulares de tamanho semelhante, conhecidos como vesículas sinápticas , liberadas de forma semelhante a qualquer outra vesícula durante a exocitose.
O trabalho de Katz teve influência imediata no estudo dos organofosforados e organoclorados, a base do novo estudo do pós-guerra para agentes nervosos e pesticidas, ao determinar que o complexo ciclo enzimático era facilmente interrompido.